# Конотопська міська рада
Коното́пська міська́ ра́да (МФА: [kon̪oˈt̪ɔpsʲkɐ mʲiˈsʲkɑ ˈrɑd̪ɐ] ( прослухати)) — орган місцевого самоврядування в Сумській області. Адміністративний центр — місто обласного значення Конотоп. Міський голова — Семеніхін Артем Юрійович.

## Загальні відомості
- Територія ради: 103 км²; 43,78 км² займає місто Конотоп
- Населення ради: 96 365 осіб (станом на 2001 рік)

## Географічне положення
Конотопська міськрада знаходиться у центрі міста Конотоп Сумської області України.

## Адміністративний стан
Міській раді підпорядковані:
- м. Конотоп
- Підлипненська сільська рада
  - с. Підлипне (Конотопський район)
  - с. Калинівка
  - с. Лобківка

## Склад ради
Рада складається з 36 депутатів та голови.
Міський голова — Семеніхін Артем Юрійович

### Керівний склад усіх скликань
| ПІБ                      | Основні відомості | Дата обрання | Дата звільнення |
| ------------------------ | --- | ------------ | --------------- |
| Огрохін Іван Миколайович | Міський голова, 1959 року народження, безпартійний                                                                            | 26.03.2006   | 31.10.2010      |
| Дзед Василь Іванович     | Міський голова, 1957 року народження, освіта вища, член Української соціал-демократичної партії                               | 31.10.2010   | 25.10.2015      |
| Семеніхін Артем Юрійович | Міський голова, 1982 року народження, освіта вища, член ВО «Свобода»                                                          | 25.10.2015   | дотепер         |
| Сизон Тетяна Анатоліївна | Секретар міської ради, міський голова відповідно до п. 1 ч. 3 ст. 50, ч. 2 ст. 42 Закону України «Про місцеве самоврядування» | 28.08.2018   | 05.07.2019      |

### Депутати
За результатами місцевих виборів 2015 року депутатами ради стали:

#### За суб'єктами висування
| Суб'єкт висування                                          | Кількість обраних депутатів | %     |
| ---------------------------------------------------------- | --------------------------- | ----- |
| Всеукраїнське об'єднання «Свобода»                         | 8                           | 22,22 |
| Політична партія «Блок Петра Порошенка „Солідарність“»     | 6                           | 16,67 |
| Народна Партія                                             | 5                           | 13,89 |
| Політична партія «Воля народу»                             | 4                           | 11,11 |
| Політична партія «Рідне місто»                             | 4                           | 11,11 |
| Політична партія «Українське об'єднання патріотів — УКРОП» | 3                           | 8,33  |
| Політична партія «Всеукраїнське об'єднання „Батьківщина“»  | 3                           | 8,33  |
| Партія «Об'єднання „Самопоміч“»                            | 3                           | 8,33  |

#### Персональний склад Конотопської міської ради
| Всеукраїнське об'єднання «Свобода»        |
| Поляков Анатолій Миколайович              |
| Багрянцева Олена Юріївна                  |
| Демеха Наталія Іванівна                   |
| Лиманчук Євгеній Володимирович            |
| Максименко Олександр Михайлович           |
| Ульянченко Оксана Федорівна               |
| Клименко Іван Григорович                  |
| Льовшин Наталя Олександрівна              |
| Блок Петра Порошенка «Солідарність»       |
| Омельченко Тарас Павлович                 |
| Завгородній Сергій Іванович               |
| Сахно Олександр Олександрович             |
| Гричановський Анатолій Миколайович        |
| Гужва Сергій Вікторович                   |
| Бейгул Ігор Станіславович                 |
| Народна Партія                            |
| Огрохін Іван Миколайович                  |
| Позовний Олександр Миколайович            |
| Яременко Володимир Романович              |
| Юрченко Олександр Володимирович           |
| Бібик Віталій Володимирович               |
| «Воля народу»                             |
| Кирій Олександр Вікторович                |
| Кравченко Микола Михайлович               |
| Дубовик Любов Іванівна                    |
| Паламарчук Тамара Михайлівна              |
| Всеукраїнське об'єднання «Батьківщина»    |
| Толордава Леван Гівієвич                  |
| Марченко Юрій Миколайович                 |
| Тягній Сергій Миколайович                 |
| Об'єднання «Самопоміч»                    |
| Пащенко Інна Олексіївна                   |
| Кондратьєв Євген Олексійович              |
| Романенко Наталія Андріївна               |
| «Українське об'єднання патріотів — УКРОП» |
| Талала Сергій Миколайович                 |
| Євсейчик Сергій Леонідович                |
| Гланц Віталій Аркадійович                 |

Таблиця складена за результатами виборів на сайті ЦВК